# أبعادية دمنهور
قرية أبعادية دمنهور هي إحدى القرى التابعة لمركز دمنهور في محافظة البحيرة في جمهورية مصر العربية. حسب إحصاءات سنة 2006، بلغ إجمالي السكان في أبعادية دمنهور 21777 نسمة، منهم 11256 رجل و10521 امرأة.